# 베르됭 조약

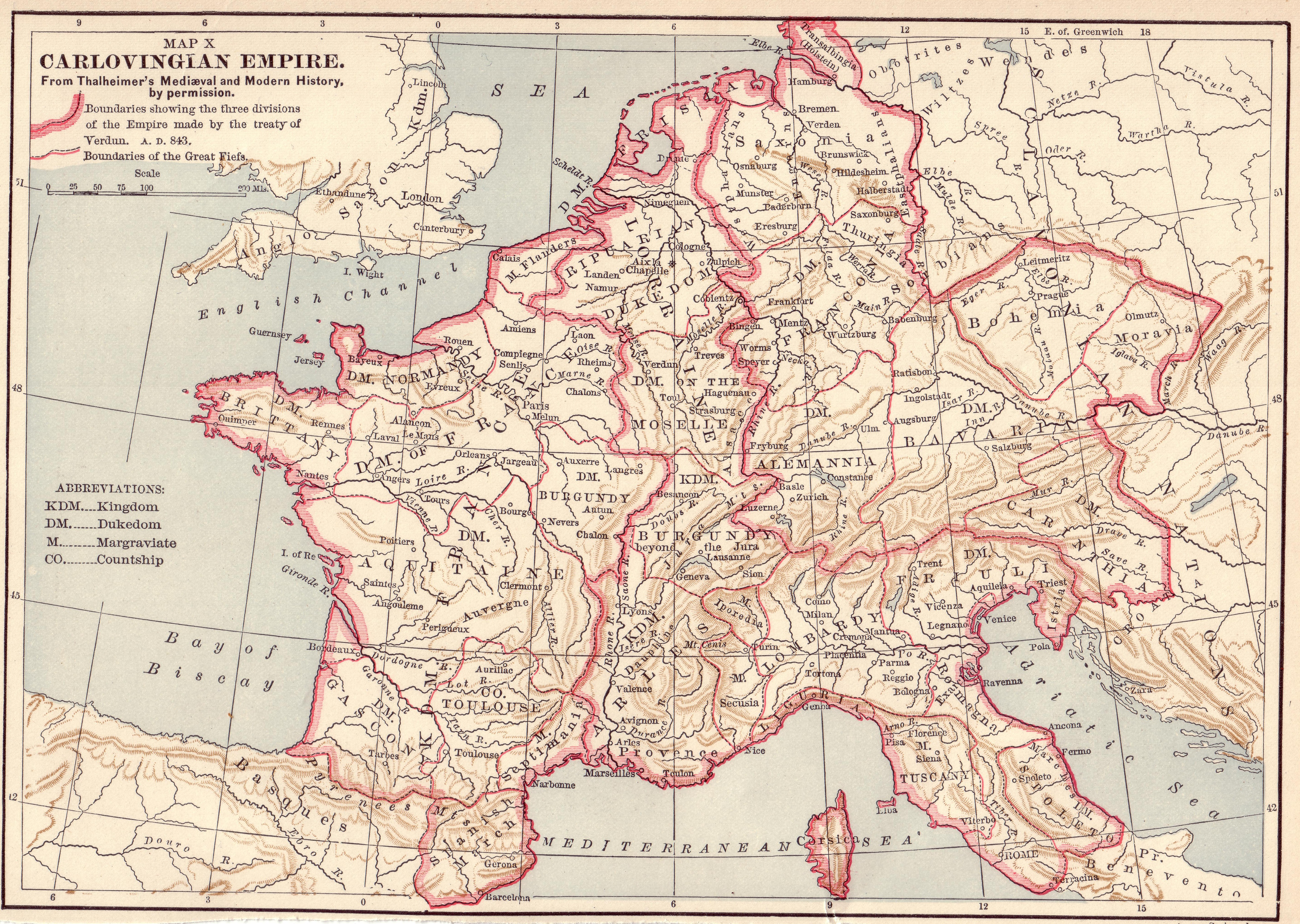
카롤링거 왕국의 최대 판도, 843년 세 부분으로 나뉘는 지도.

베르됭 조약(영어: Treaty of Verdun, 프랑스어: Traité de Verdun)은 843년 8월 10일 카를 대제의 아들인 루트비히 경건왕의 세 아들이 베르됭에서 프랑크 왕국 을 세 왕국(동 프랑크 왕국, 중 프랑크 왕국, 서프랑크 왕국)으로 분할한 조약이다. 3년간의 내전은 종식되었지만 이 조약으로 카를 대제가 세운 제국은 해체되기 시작했으며 서유럽의 세 근대국가(프랑스, 독일, 이탈리아)의 모태가 탄생하였다.

## 개요
840년 경건왕 루트비히가 죽자 맏아들인 신성 로마 제국 황제 로타르 1세는 형제들의 왕국과 조카 피핀 2세의 아키텐의 상속을 주장하고 나섰다. 이로써 경건왕 루트비히의 세 아들 사이에 전면전이 벌어졌으며 독일왕 루트비히는 막내 카를과 손잡고 큰형인 로타르 1세를 공격했다. 그밖에 니타르트 등도 대머리 카를을 도와 로타르를 공격했다. 로타르는 피핀 2세의 지원에도 불구하고 841년 6월 퐁트누아 전투에서 패배했고, 독일왕 루트비히와 대머리 카를은 스트라스부르에서 협정을 맺고 황제에 대항하였으므로 로타르 1세는 협상에 응할 수밖에 없었다.
각 형제들은 이미 각각의 왕국을 하나씩 가지고 있었는데 로타르는 이탈리아를, 루트비히는 바이에른을, 그리고 대머리왕 카를은 아키텐을 소유했다. 843년 프랑스 북부의 베르됭에서 세 형제는 만나서 다음과 같은 협정을 맺었다.
- 로타르는 제국의 중앙 부분을 차지한다 - 로타링기아, 알사스, 부르군트(부르고뉴), 프로방스, 그리고 이탈리아 왕국 (이탈리아반도의 북쪽 절반에 해당), 이를 통합하여 중 프랑크 왕국으로 부른다. 또한 신성 로마 제국 황제의 직함을 가지되 형제들의 왕국은 오직 명목상으로 지배할 뿐이다.
- 루트비히 독일왕은 제국의 동쪽 부분을 차지한다. 루트비히는 라인강 동쪽에서 이탈리아 북동쪽에 이르는 게르만 지역의 왕위를 가지며 이를 동 프랑크 왕국으로 칭한다. (이 지역은 현대의 독일에 해당)
- 대머리왕 카를은 제국의 서쪽 지역(론 강, 손 강, 세르트트 강 서쪽)을 차지한다. 이 지역은 서 프랑크 왕국으로 칭하며 (나중에 프랑스의 모태가 됨) 피핀 2세는 아키텐의 왕국을 차지하지만 카를의 지배아래 둔다.

에드워드 기번에 의하면 3년 간의 전쟁 중 10만 명의 프랑크인 남성 군인이 사망했다 한다. 로타르는 이탈리아로 철수하였고 아들 루트비히 2세를 공동 황제로 삼았다. 855년 로타르가 죽자 그의 왕국은 세 부분으로 나뉘어 세 아들에게 물려주었는데 맏아들 루트비히는 이탈리아와 황제의 직위를, 둘째 로타르 2세는 로타링기아를, 막내 샤를은 부르고뉴를 물려받았다.

## 경과
루트비히 2세는 아버지의 유언으로 자신에게 더 많은 영토가 돌아오지 않는 것에 반발하였다. 그는 삼촌 루트비히 독일왕와 연합하여 858년 동생들과 또 다른 삼촌 대머리 샤를의 영토를 공격했다. 로타르 2세는 자신의 이혼을 도와주는 대가로 영토를 루트비히 2세에게 넘겼다. 그러나 프로방스의 샤를은 저항했고 삼촌 대머리 샤를의 침입을 물리쳤다. 로타르는 자신의 이혼문제로 교황과 삼촌들과 대립했고 863년 프로방스의 샤를이 죽자 영토는 루트비히 2세에게로 넘어갔다.
869년 로타르 2세가 적법한 후계자 없이 죽자 그의 영토는 유일한 아들인 서자 위그를 제치고 다시 삼촌들에게 넘어갔는데 870년 루트비히 2세와 카를 2세는 메르센 조약으로 로타링기아를 나누어 가졌다.

## 같이 보기
- 메르센 조약
- 리베몽 조약